# Soufiane Dramé
Soufiane Dramé (* 27. únor 1996) je francouzský profesionální fotbalista, který hraje na pozici středního obránce za český klub FK Teplice. Je také držitelem malijského pasu.

## Klubová kariéra

### Mládežnické roky
Dramé je odchovancem týmu RC Lens.

### 1. FC Slovácko
Do prvního týmu Lensu se však neprosadil a tak v lednu 2016 přestoupil do českého prvoligového Slovácka. Ani zde se však do prvního týmu nedokázal prosadit. Nejprve nastupoval za třetiligovou rezervu, poté byl v únoru 2017 poslán na roční hostování do druholigových Vítkovic.

#### MFK Vítkovice (hostování)
Ve Vítkovicích si dokázal získat stabilní místo v sestavě, když za dobo jednoho roku dlouhého hostování odehrál 22 ligových zápasů, ve kterých branku nevstřelil. Nastoupil také do jednoho utkání MOL Cupu.

### MFK Karviná
V srpnu 2018 si ho jako posilu vyhlédlo vedení prvoligové Karviné, kam také nakonec přestoupil. Prvoligovou premiéru si odbyl v ten samý měsíc v utkání proti Mladé Boleslavi. V první sezóně v dresu Karviné odehrál 13 ligových zápasů, ve kterých se střelecky neprosadil.
V sezóně 2019/20 ještě stihl za Karvinou odehrát jedno ligové utkání, než byl v srpnu 2019 odeslán na hostování do Příbrami.
Po svém návratu se pak v sezóně 2020/21 již trvale zabydlel v základní sestavě Karviné. K 13. únoru 2021 nastoupil do 15 prvoligových utkání (bez vstřelené branky). Odehrál také další dvě utkání v MOL Cupu.

#### 1. FK Příbram (hostování
Do Příbrami přišel na roční hostování v srpnu 2020. Stal se stabilním členem kádru prvního mužstva. Odehrál celkem 21 ligových zápasů, ve kterých vstřelil jednu branku. Zároveň odehrál jeden zápas v MOL Cupu a ve dvou případech vypomohl i třetiligové rezervě.

## Klubové statistiky
- aktuální k 13. únor 2021

| Tým              | Sezona            | Liga   | Liga   | Pohár  | Pohár  | Evropské poháry | Evropské poháry |
| Tým              | Sezona            | Zápasy | Branky | Zápasy | Branky | Zápasy          | Branky          |
| ---------------- | ----------------- | ------ | ------ | ------ | ------ | --------------- | --------------- |
| 1. FC Slovácko B | 2016/17 (3. liga) | 13     | 0      | -      | -      | -               | -               |
| MFK Vítkovice    | 2017/18 (2. liga) | 22     | 0      | 1      | 0      | -               | -               |
| MFK Karviná      | 2018/19           | 13     | 0      | 4      | 0      | -               | -               |
| MFK Karviná      | 2019/20           | 1      | 0      | -      | -      | -               | -               |
| 1. FK Příbram    | 2019/20           | 21     | 1      | 1      | 0      | -               | -               |
| 1. FK Příbram B  | 2019/20 (3. liga) | 2      | 0      | -      | -      | -               | -               |
| MFK Karviná      | 2020/21           | 15     | 0      | 2      | 0      | -               | -               |
| Celkem           | Celkem            | 87     | 1      | 8      | 0      | 0               | 0               |

## Rodina
Bratr Mahamadou a bratranec Youba jsou také fotbalisté.